# Bramstedter TS
Die Bramstedter Turnerschaft von 1861 e. V. ist ein deutscher Sportverein aus der schleswig-holsteinischen Stadt Bad Bramstedt.

## Handballabteilung
Die Männer-Handballmannschaft stieg 1990 in die 2. Handball-Bundesliga auf, musste jedoch ein Jahr später den Gang in die Regionalliga antreten. Im Jahr 2005 bildeten die Männermannschaften vom Bramstedter TS und der HSG Henstedt/Ulzburg die Spielgemeinschaft SG BraHU. In der Saison 2006/07 nahm man am DHB-Pokal teil. 2007 wurde die Spielgemeinschaft jedoch wieder aufgelöst und Bramstedt übernahm den Startplatz in der Regionalliga. In der Saison 2007/08 schaffte Bramstedt in der regulären Saison knapp den Klassenerhalt. 2010 musste man als 13. den Gang in die neugegründete Oberliga Schleswig-Holstein/Hamburg antreten. Mit einer komplett neuen Mannschaft schaffte es die Mannschaft der 1.Herren nicht, den nochmaligen Abstieg zu verhindern! Anschließend spielte die 1. Herren in der Schleswig-Holstein-Liga. Nach dem 10. Spieltag in der Saison 2011/12 zog Bramstedt seine Mannschaft vom Spielbetrieb zurück. In der Saison 2012/13 trat die Herren in der Landesliga an. Anschließend stieg die Mannschaft bis in die Kreisliga ab.

### Bekannte Persönlichkeiten
- Klaus Elwardt
- Lars-Uwe Lang
- Peter Leidreiter
- Bernd Nielsen
- Fred Radig (Trainer)
- Katja Dürkop
- Hendrik Pekeler (Rhein-Neckar Löwen, THW Kiel)
- Dennis Tretow (VfL Bad Schwartau)
- Tim Völzke (SV Henstedt-Ulzburg, HC Empor Rostock)
- Tom Wetzel (HC Empor Rostock, HSV Hamburg)
- Robert Wetzel (HC Empor Rostock)

## Bekannte Sportler anderer Abteilungen
- Fabian Boll (FC St. Pauli)